# Coenosia subflavicornis
Coenosia subflavicornis är en tvåvingeart som beskrevs av Hsue 1981. Coenosia subflavicornis ingår i släktet Coenosia och familjen husflugor. Inga underarter finns listade i Catalogue of Life.